# Xantusiidae
Xantusiidae (ноћни гуштери) су фамилија ситних гуштера. Већина врста су живородне, са изузетком рода Cricosaura. Фамилија обухвата само три жива рода, са око 34  живих врста.  
Родови су биогеографски подељени: Xantusia насељава југозапад Северне Америке и Доњу Калифорнију, Cricosaura Кубу и Lepidophyma, најбројнији род ове фамилије, Средњу Америку. Позната су и три фосилна рода: Catactegenys, Palepidophyma, Palaeoxantusia . 

## Класификација
Фамилија XANTUSIIDAE
- потфамилија Cricosaurinae
  - род Cricosaura
- потфамилија Xantusiinae
  - род Lepidophyma
  - род Xantusia